# Bakerganj
Bakerganj (en bengali : বাকেরগঞ্জ) est une upazila du Bangladesh dans le district de Barisal. En 1991, on y dénombrait 336 706 habitants.